# Ferdinand (pivo)
Ferdinand je značka piva vyráběného v pivovaru Ferdinand ve městě Benešově. Pivovarská tradice ve městě trvá minimálně od roku 1495, právo varné bylo městu uděleno v roce 1595.[nenalezeno v uvedeném zdroji]

## Produkty pivovaru
- Ferdinand Výčepní pivo světlé 10° - obsah alkoholu 4,0 %
- Ferdinand Speciální pivo světlé MAX 11 % - obsah alkoholu 4,7 %
- Ferdinand Ležák světlý 11 % - obsah alkoholu 4,7 %
- Ferdinand Řezaný ležák 11 % - obsah alkoholu 4,7 %
- Ferdinand Tmavý ležák 11 % - obsah alkoholu 4,7 %
- Ferdinand Ležák světlý Premium 12 % - obsah alkoholu 5,0 %
- Ferdinand Bezlepkový ležák Premium 12 % - obsah alkoholu 5,0 %
- Ferdinand Vídeňský ležák 12,8 % - obsah alkoholu 5,4 %
- Ferdinand Sváteční ležák 12,8 % - obsah alkoholu 5,4 %
- Ferdinand Silné polotmavé pivo Sedm kulí 13 % - obsah alkoholu 5,5 %
- Ferdinand Pěkný číslo - obsah alkoholu 6,28 %
- Ferdinand Speciální pivo světlé d'Este 15 % - obsah alkoholu 6,5 %
- Ferdinand Nefiltrované pivo
- Ferdinand Nealkoholické pivo - obsah alkoholu 0,5 %
- Ferdinand Bezlepkové nealkoholické pivo světlé - obsah alkoholu 0,5 %
- Ferdinand Slušné číslo 0,5 % - obsah alkoholu 0,5 %
- Ferdináda (pomerančová, malinová, bezinková limonáda)
- slady

## Restaurace
- Benešov
- Praha
- Hradec Králové
- Bratislava